# Aston Martin DBS V12
El Aston Martin DBS V12 es un modelo de automóvil deportivo Gran Turismo de dos puertas de elevadas prestaciones con motor delantero montado longitudinalmente y tracción trasera, producido por el fabricante británico Aston Martin. La marca ya había utilizado la denominación DBS anteriormente para su coupé en los años 1967-72.
Este modelo sustituye al Aston Martin Vanquish de la primera generación como buque insignia de la marca y, a su vez, vuelve a ser sustituido por el Vanquish de la segunda generación.

## Presentación

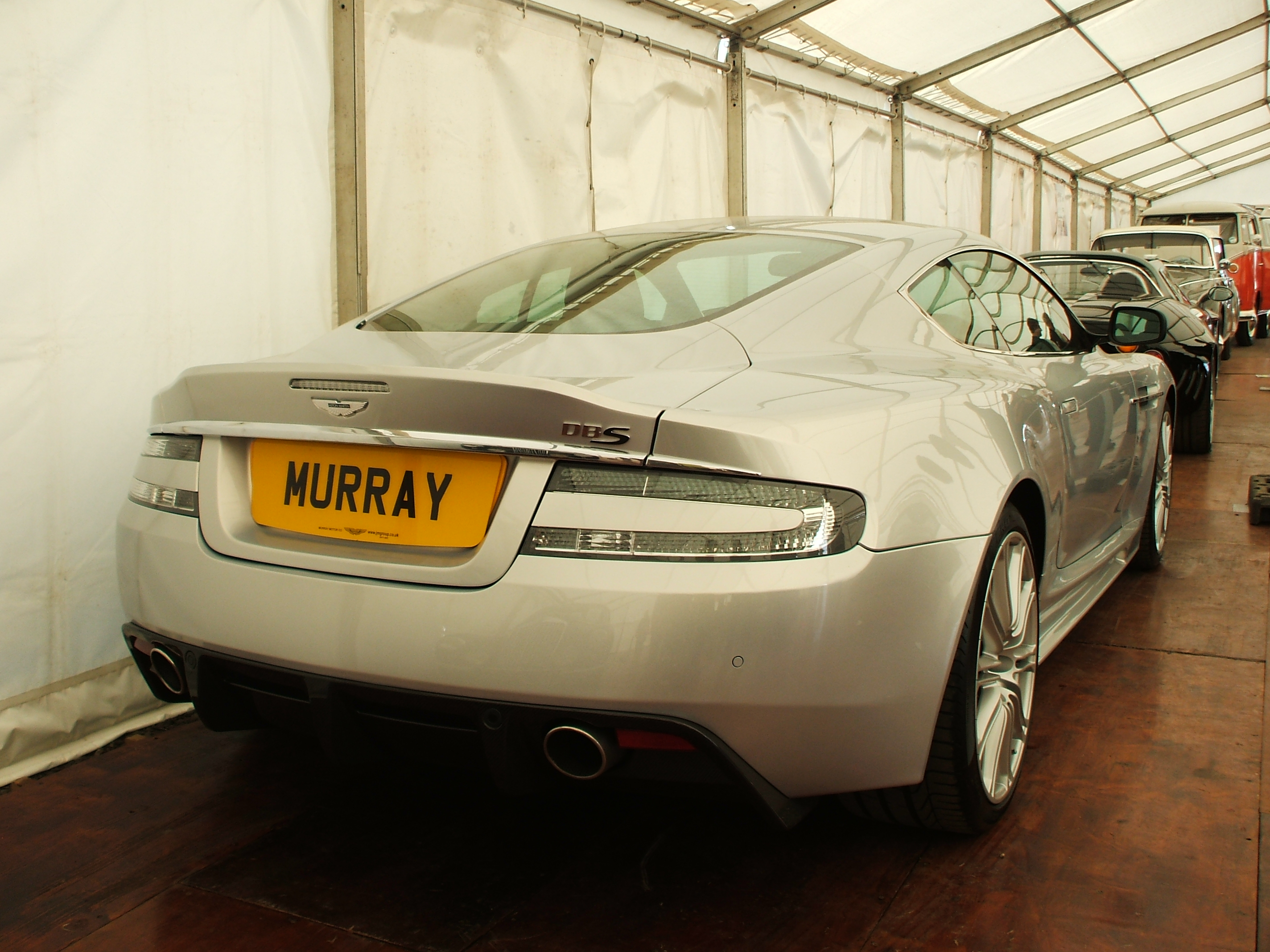
Vista trasera de un modelo 2007.

Se dio a conocer oficialmente en el Concours d'Elegance de Pebble Beach, California el 16 de agosto de 2007, en un color gris grafito con un tinte azul, bautizado como "Casino Ice".
El director ejecutivo de Aston Martin, Dr. Ulrich Bez, dijo: "El DBS es la máxima expresión de la capacidad técnica y de ingeniería de Aston Martin. Ofrece un rendimiento puro sin compromiso. El DBS ofrece la experiencia de conducción completa y cierra la brecha entre nuestros autos de carretera y de pista: el DB9 y el DBR9".
Igualmente en casa, en un circuito de montaña sinuoso, como en la carretera abierta, el DBS es un verdadero purasangre. Es propulsado por un motor criado en carrera, de dos plazas conformado por las demandas aerodinámicas de alto rendimiento, con un interior exquisito que combina materiales bellamente acabados a mano con lo último en tecnología de rendimiento.
Una combinación de diseño elegante, procesos de fabricación innovadores, materiales y componentes derivados de la carrera y la incomparable experiencia en construcción a mano de Aston Martin hacen del DBS un auto deportivo de lujo sin igual. Cada línea, pliegue y curva transmite el enorme potencial de la DBS, una seductora combinación de refinamiento y potencia bruta, proporcionada por la construcción artesanal.
Las entregas se iniciaron durante el primer cuatrimestre de 2008. El coche fue construido en Gaydon, Warwickshire. Los motores se fabrican en la planta de motores de Aston Martin en Colonia (Alemania).

## Rendimiento
La potencia proviene de un motor V12 gasolina de 5935 cm³ (5,9 litros), derivado del motor del automóvil de carreras DBRS9, optimizado para proporcionar 517 CV (510 HP; 380 kW) a las 6500 rpm y un par máximo de 570 N·m (420 lb·pie) a las 5750 rpm, acoplado a una transmisión manual Graziano, o bien, opcionalmente, una automática ZF 6HP26 "Touchtronic II" introducida en 2008, ambas de 6 velocidades.
El coupé biplaza (en comparación con el 2+2 DB9 en el que está basado) tiene un chasis de aluminio hecho de aleación de magnesio ligero, compuesto de fibra de carbono y aluminio. Es el primer automóvil en el que Aston Martin hace uso extensivo de la fibra de carbono en la carrocería.
El DBS tiene 10 CV (7,4 kW) menos que su predecesor: el Vanquish S. Es por ello que la velocidad máxima del DBS es de 307 km/h (191 mph), por los 321 km/h (199 mph) de su predecesor.
La necesidad de estabilidad de alto rendimiento, capacidad de manejo y bajo peso en vacío definieron la forma y construcción del DBS. En consecuencia, el DBS se convierte en el primer Aston Martin de producción en hacer un uso extensivo de paneles de cuerpo de fibra de carbono ultraligeros. La combinación de un peso ligero inherente, una distribución de peso casi perfecta, un motor extremadamente potente y flexible y una transmisión de seis velocidades perfeccionada, junto con nuevos frenos de carbono-cerámicos y amortiguadores adaptativos ofrecen altos niveles de rendimiento y control, con un sistema de suspensión controlada.
El motor presenta una serie de mejoras para aumentar la potencia. Estos incluyen un puerto de entrada de aire del motor 'by-pass' que se abre por encima de 5500 rpm para permitir que ingrese más aire en el motor y puertos de entrada de aire perfilados que mejoran aún más el flujo de aire hacia la cámara de combustión. Combinado con una relación de compresión de 10.9: 1, el resultado de estas mejoras es una potencia y un par prodigiosos. La relación de transmisión final de 3.71:1 asegura que la potencia adicional sea utilizable, mejorando la aceleración en marcha en particular.

## Diseño
El DBS está fabricado con los mejores materiales, con una combinación de acabado a mano y procesos pioneros de alta tecnología. Desde la calidad excepcional del diseño y el acabado hasta las técnicas de producción avanzadas empleadas para ahorrar peso y crear fuerza, el DBS es una obra maestra tecnológica y una poderosa experiencia visual y táctil, por dentro y por fuera.
Los detalles externos reflejan la potencia y las capacidades dinámicas del DBS, con entradas revisadas y rejillas ampliadas que entregan más aire al motor y aumentan su capacidad de enfriamiento. Los detalles de diseño sutiles incluyen un nuevo diseño de cinco barras para la rejilla principal de aleación pulida, así como dos respiraderos adicionales en la protuberancia de potencia ampliada en el capó de fibra de carbono. Estas ventilaciones son completamente funcionales, mejoran el rendimiento y la eficiencia del motor, pero también comunican el aumento de potencia del motor mejorado.
Las mejoras aerodinámicas del DBS están formadas por la experiencia de carreras de Aston Martin. Un divisor de fibra de carbono y un nuevo diseño de parachoques delantero ayudan a canalizar el flujo de aire alrededor de la carrocería más ancha del automóvil. El equipo de aerodinámica trabajó de la mano con el equipo de modelado para garantizar que las formas y superficies de DBS se esculpieran para lograr la estabilidad inherente a altas velocidades.

## Interior
El interior del DBS representa el epítome del compromiso de Aston Martin de utilizar los materiales con honestidad, sin disfraces ni adornos. Se utilizan materiales ligeros para ahorrar peso; Los tiradores de las puertas están hechos de fibra de carbono, por ejemplo, y la alfombra ha sido tejida con fibras más ligeras para ahorrar peso. Se utiliza cuero con semi-anilina especial en todo el habitáculo, lo que ahorra peso y brinda una sensación suave y un aroma distintivo.
Como opción, el DBS puede estar equipado con asientos ligeros especialmente desarrollados (fuera de Norteamérica). Estos cuentan con una estructura compuesta de fibra de carbono y Kevlar y son fabricados por un proveedor de las industrias del automovilismo y la aviación antes de ser devueltos a la fábrica Gaydon de Aston Martin para el recorte manual. La estructura se crea intercalando una capa de Kevlar entre dos capas de fibra de carbono con el acabado exterior expuesto en los respaldos de los asientos, lacado para crear un acabado duradero y atractivo.
La secuencia de inicio del DBS se ve aumentada por un nuevo diseño de consola central con un marco de metal fundido, una tipografía nítida y nuevos gráficos. La nueva consola tiene un reloj de esfera tradicional en el centro, flanqueado por dos controles giratorios para el sistema de calefacción y aire acondicionado, fabricados en aluminio sólido y torneado.
El interior acabado a mano, es una mezcla de superficies de fibra de carbono, alcantara, madera, acero inoxidable y aluminio. El DBS también cuenta con un sistema de sonido de alta calidad Bang & Olufsen de 1000 W (1,4 CV) con 13 altavoces incluidos.

## Convertible

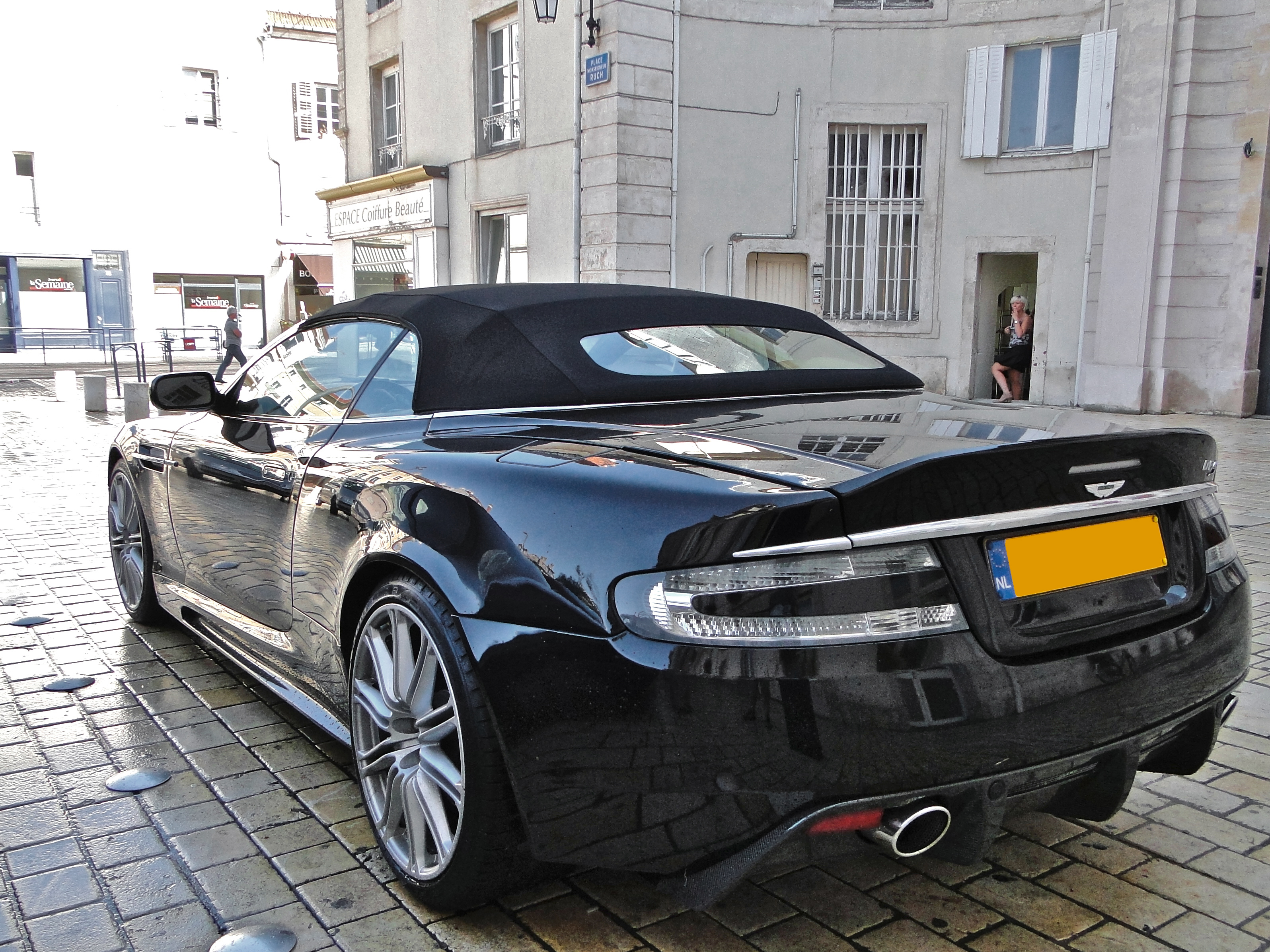
Versión Volante con el techo de lona arriba en Nancy (Francia).

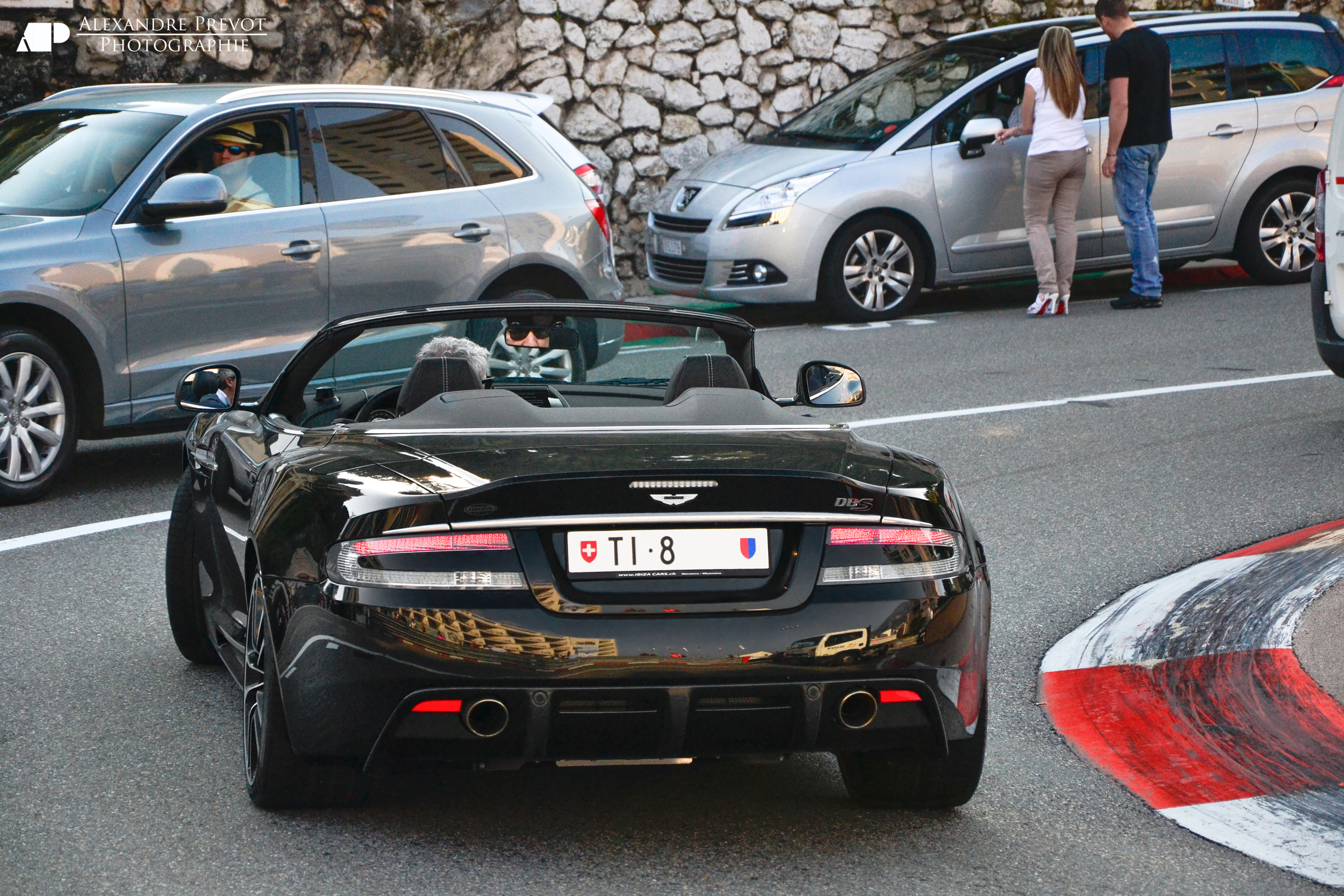
Circulando con el techo abajo.

Esta versión llamada "Volante" fue presentada el 3 de marzo de 2009 en el Salón del Automóvil de Ginebra y, posteriormente, en agosto de 2009 en el Concours d'Elegance en Pebble Beach.
Ampliando el carácter del DBS, la versión Volante atrae a los conductores que deseen combinar la emoción de conducir un auto deportivo finamente sintonizado con la estimulante sensación de estar abierto a los elementos. Esta yuxtaposición de máximo rendimiento y apertura agita los sentidos en cualquier viaje, ya sea una excursión emocionante en carreteras favoritas o un crucero en viajes largos. "Volante", que significa "moverse con rapidez de luz", define perfectamente el potencial de rendimiento y las características dinámicas del DBS Volante.
Con un techo de tela retráctil motorizado, el hermoso perfil del DBS se conserva arriba o abajo. Cuando el techo está cerrado, proporciona un ambiente cálido y confortable y cuando está abierto, desaparece perfectamente detrás de la nueva cubierta de lona con solamente tocar un botón.
El director ejecutivo de Aston Martin, Dr. Ulrich Bez, dijo: "El DBS Volante ofrece la experiencia de conducción más relajada con el capó hacia arriba o hacia abajo. Combina la excelencia en ingeniería con la perfección del diseño. “El DBS Volante ofrece una sutil mezcla de potencia y rendimiento. Además de esto, la excelente artesanía: es una experiencia de conducción y propiedad incomparable”.
Concebido como un Volante desde el principio, los ingenieros de Aston Martin optaron por una capucha de tela para seguir de cerca la silueta del coupé DBS y, debido a sus propiedades livianas, minimizar el aumento de peso general. Totalmente retráctil en solamente 14 segundos y a velocidades de hasta 30 mph (48 km/h), el techo se guardará automáticamente debajo del tonel recién esculpido, manteniendo la forma perfecta del DBS Volante: campana hacia arriba o hacia abajo.
Tiene una velocidad máxima de 307 km/h (191 mph) y acelera de 0 a 100 km/h (62 mph) en un tiempo de 4.3 segundos. La naturaleza y, en particular el par disponible en todas las velocidades del motor, sirve para proporcionar una conducción sin esfuerzo en todas las situaciones.
El 16º descapotable de Aston Martin en 95 años, el DBS Volante se basa en la amplia experiencia de la marca en el diseño de icónicos "Volantes" y es un 2+2 con dos asientos traseros ocasionales, ideal para jóvenes o equipaje extra. En la especificación estándar, el DBS tiene una caja de cambios manual de seis velocidades montada en la parte trasera, mientras que una opción automática de seis velocidades "Touchtronic" también está disponible. Al igual que con el coupé, el Volante se ofrece con frenos de cerámica de carbono como estándar, lo que proporciona una potencia de frenado excepcional. Aprovechando los materiales derivados de los deportes de motor y las industrias aeroespaciales, el capó, las aletas delanteras y la tapa del maletero están hechos de fibra de carbono, lo que ayuda a reducir el peso.
El BeoSound DBS ha sido afinado por expertos por Tonmeisters de Bang & Olufsen y los ingenieros acústicos de Aston Martin específicamente para el Volante, lo que da como resultado un sistema que detecta cuándo se ha retraído el techo y ajusta la etapa de sonido para compensar el ruido adicional del viento, proporcionando un audio para una inigualable experiencia.
Se construyó en la sede global de Aston Martin en Gaydon, Warwickshire y las entregas a los clientes comenzaron durante el tercer cuatrimestre de 2009, cuyos precios se confirmarían en el Salón del Automóvil de Ginebra.

## Especificaciones
A continuación, los demás datos técnicos:
| Materiales del motor                  | Bloque y cabezas de aleación ligera.                                                |
| Alimentación                          | Inyección indirecta con admisión variable.                                          |
| Distribución                          | Doble (DOHC) árbol de levas en cada culata y 4 válvulas por cilindro (48 en total). |
| Relación de compresión                | 10,9:1.                                                                             |
| Capacidad del depósito de combustible | 78 litros (20,6 galAm).                                                             |
| Emisiones de CO2                      | 388 g (13,7 onzas)/km (man.) 367 g (12,9 onzas)/km (auto.)                          |
| 1/4 milla (402 m)                     | 12,2 segundos a 190 km/h (118 mph).                                                 |
| 0-1 km (0,62 mi)                      | 21.9 segundos.                                                                      |

### Relaciones de las transmisiones

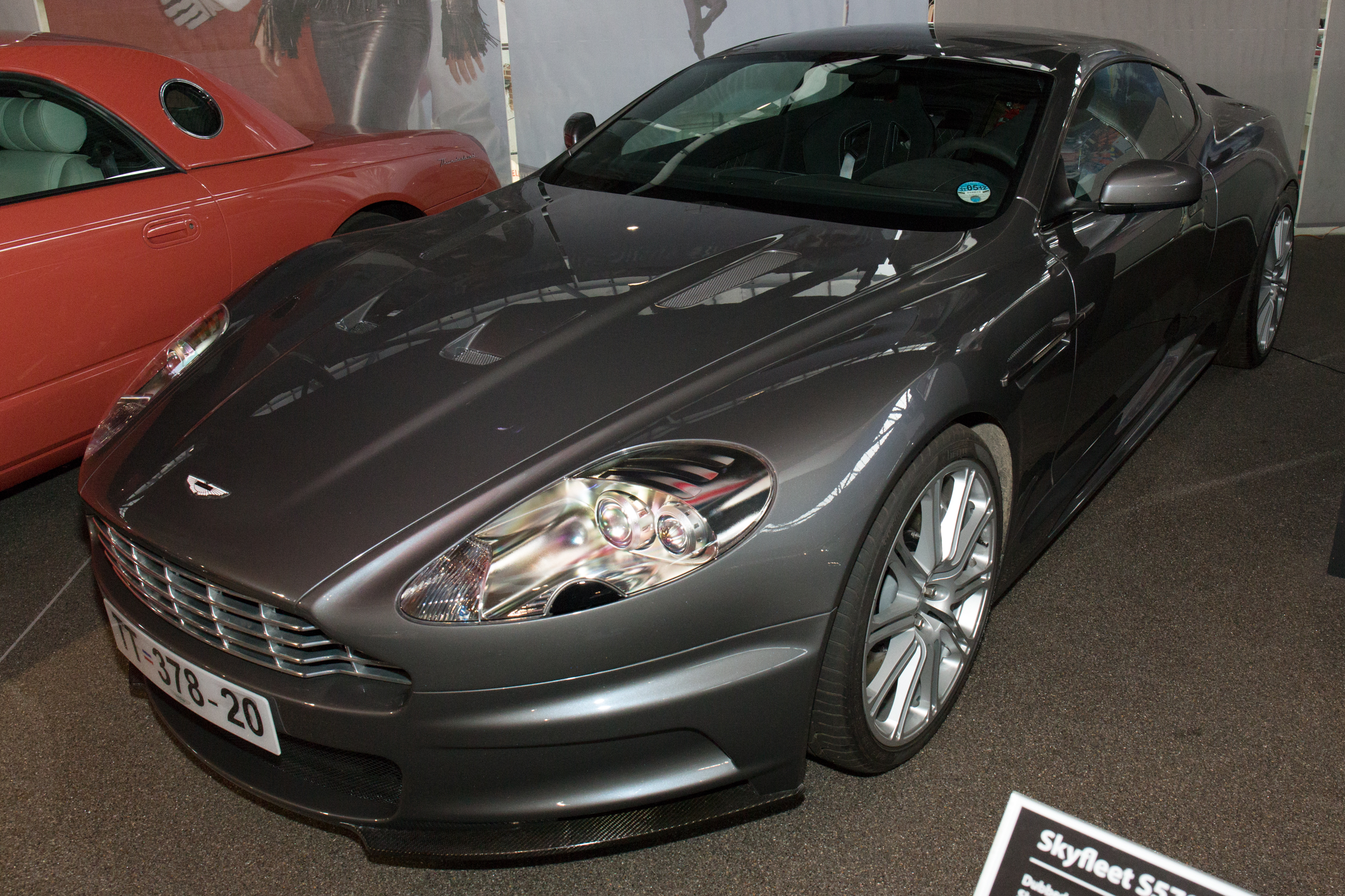
Modelo qua apareció en la película Casino Royale, en el Museo Nacional del Motor de Beaulieu.

| Relaciones | 1ª    | 2ª   | 3ª    | 4ª    | 5ª    | 6ª    | Reversa | Final |
| ---------- | ----- | ---- | ----- | ----- | ----- | ----- | ------- | ----- |
| Manual     | 3,15  | 1,94 | 1,44  | 1,15  | 0,94  | 0,76  | 2,39    | 3,71  |
| Automática | 4,171 | 2,34 | 1,521 | 1,143 | 0,867 | 0,691 | 3,403   | 3,46  |

## En la cultura popular
El DBS fue visto por primera vez en 2006 en la película de James Bond Casino Royale y apareció de nuevo en la apertura de su secuela Quantum of Solace.
También ha aparecido en algunos videojuegos de carreras, como: Need for Speed: World, Need for Speed: Hot Pursuit 2, Need for Speed: Most Wanted 2012, Forza Motorsport 3, Forza Motorsport 4, Forza Motorsport 5, Forza Motorsport 6, Forza Motorsport 7, Forza Horizon y Forza Horizon 2.